# 1968년 동계 올림픽 메달 집계
1968년 동계 올림픽 메달 집계는 1968년 동계 올림픽에서 획득한 메달 순으로 매긴 각국의 국가 올림픽 위원회들의 목록이다.

## 메달 집계
다음은 국제 올림픽 위원회에서 제공하는 정보를 토대로 작성된 표로, 금메달, 은메달, 동메달의 수 순서로 순위를 매긴다. 어떠한 두 국가의 금메달, 은메달, 동메달의 수가 모두 같을 경우, 같은 순위로 표시되며 IOC 국가 부호의 알파벳 순으로 목록에 표시한다.
주최국인 프랑스는 연보라색으로 표시되어 있다.
| 순위 | 국가           | 금메달 | 은메달 | 동메달 | 합계 |
| ---- | -------------- | ------ | ------ | ------ | ---- |
| 1    | 노르웨이       | 6      | 6      | 2      | 14   |
| 2    | 소련           | 5      | 5      | 3      | 13   |
| 3    | 프랑스         | 4      | 3      | 2      | 9    |
| 4    | 이탈리아       | 4      | 0      | 0      | 4    |
| 5    | 오스트리아     | 3      | 4      | 4      | 11   |
| 6    | 네덜란드       | 3      | 3      | 3      | 9    |
| 7    | 스웨덴         | 3      | 2      | 3      | 8    |
| 8    | 서독           | 2      | 2      | 3      | 7    |
| 9    | 미국           | 1      | 5      | 1      | 7    |
| 10   | 동독           | 1      | 2      | 2      | 5    |
| 10   | 핀란드         | 1      | 2      | 2      | 5    |
| 12   | 체코슬로바키아 | 1      | 2      | 1      | 4    |
| 13   | 캐나다         | 1      | 1      | 1      | 3    |
| 14   | 스위스         | 0      | 2      | 4      | 6    |
| 15   | 루마니아       | 0      | 0      | 1      | 1    |
| 합계 | 합계           | 35     | 39     | 32     | 106  |

## 같이 보기
- 1968년 하계 올림픽 메달 집계